# بارتون یانکه
بارتون یانکه (انگلیسی: Barton Jahncke؛ زادهٔ ۵ اوت ۱۹۳۹) قایقران قایق بادبانی اهل ایالات متحده آمریکا بود.
وی در مسابقات کشوری و بین‌المللی در مجموع برندهٔ ۱ مدال طلا شده‌است.